# 观山站
观山站，位于湖南省娄底市涟源市枫坪镇青树村，是沪昆铁路上一座已经关闭的铁路车站，由广铁集团管辖，原为五等站。

## 历史
观山站始建于1961年，曾办理客运业务，一般不办理货运业务，至1989年旅客发送量达每年0.89万人次。
1995年，观山站实现电气集中联锁，结束人工扳道历史，站内设正线1条、到发线2条（共计长2172米）。
2000年12月，观山站被关闭，站台、到发线均已拆除。